# Жимолость Королькова
Жи́молость Королько́ва (лат. Lonicera korolkowii) — вид рода Жимолость семейства Жимолостные.

## Этимология
Вид назван в честь губернатора Ферганской и Сыр-Дарьинской областей Николая Ивановича Королькова.

## Распространение
Западный Тянь-Шань и Памиро-Алай.
В горах на опушках и в подлеске орехово-плодовых, лиственных лесов, а также в зарослях кустарников в верхней части лесной зоны, реже в субальпийском поясе до высоты 3000 метров над уровнем моря.

## Описание
Листопадный кустарник до 3 м высотой.
Листья до 3 см длиной, широкояйцевидные или эллиптические, остроконечные, с ширококлиновидным основанием, голубовато-зеленые, чаще сизые.
Бутоны светло-красные. Цветки розовые.
Продолжительность цветения около 2 недель.
Плоды шаровидные, ярко-оранжевые или алые. Созревают в конце августа — сентябре.

## В культуре
Декоративный кустарник. Используется в одиночных и групповых посадках. В культуре с 1880 года.
В Главном ботаническом саду РАН жимолость Королькова высаживалась дважды 1957 году. Часть растений собраны на Гиссарском хребте, в долине реки Варзоб, другие экземпляры собраны в Западном Тянь-Шане, вблизи устья Кара-Арчи. Цветет с конца мая по июнь. При посеве под зиму всходы появляются весной. Зацветает на 3-й год.
Светолюбивое и зимостойкое растение (климатическая зона от 4 до 9). Почва pH 4,5—8,5.
Размножается семенами, черенкованием и отводками.
Декоративна в течение всего периода вегетации.